# Andrei Khardín
Andrei Nikolàievitx Khardín (en rus: Андрей Николаевич Хардин, nascut el 14 de setembre de 1842 a Sokołowo, i mort el 6 de febrer de 1910 a Samara), fou un advocat i mestre d'escacs rus.

## Biografia
Khardín va néixer a la finca del seu pare. Va estudiar Dret a Kazan. A la dècada de 1870 va aparèixer a Sant Petersburg per primera vegada com un jugador d'escacs en potència: en algunes partides guanyà contra els jugadors més importants de Rússia, inclosos Simon Alapin i Mikhaïl Txigorin, entre d'altres. El 1878, es va traslladar a Samara, on es va fer un nom per si mateix amb prou rapidesa com a advocat i representant de la vida pública. Als 28 anys va ser elegit President de Governació de Samara, però va perdre el càrrec poc després.
El 1891 va guanyar un matx contra Raphael Falk 5:2. Fou derrotat per Emanuel Schiffers en dues partides per correspondència, però va derrotar el campió en un matx sobre el tauler (a Samara 1895) per 2:7 (1, -6 =2). Posteriorment, Khardín es va retirar dels escacs i va jugar només partides ocasionals. Tot i que normalment Khardín jugava les seves partides d'escacs a distància, Txigorin el va destacar com un dels millors jugadors de Rússia.
Khardín va tenir com a oponents figures russes com ara el matemàtic Andrei Màrkov o el més tard fundador de la Unió Soviètica, el jove Vladímir Lenin, qui els anys 1889-1890 va ser el seu més freqüent oponent d'escacs.